# Ottaviano di Savona
Ottaviano (... – Savona, 1128) è stato un vescovo cattolico italiano.

## Biografia
Studiò a Pavia e prese i voti dell'Ordine di San Benedetto nel Monastero di San Pietro in Ciel d'Oro. Venne nominato vescovo di Savona nel 1119 e immediatamente compì opere di carità verso i più poveri. Morì a Savona nel 1128; la salma venne esposta per la venerazione per qualche giorno nella cattedrale di Nosta Signora di Castello, e poi venne sepolta. Dopo pochi anni il corpo venne riesumato e messo in una teca di vetro. Quando l'antica cattedrale venne distrutta dai soldati della Repubblica di Genova per fare posto alla odierna Fortezza del Priamar, la teca venne spostata nel 1605 nell'attuale cattedrale di Nostra Signora Assunta, dove si trova ancora oggi. Le spoglie vennero portate in processione per le vie della città nel 1657 quando Savona era stata colpita da un'epidemia di peste e nel 1835 per ringraziare il vescovo, intanto beatificato, della scampata epidemia di colera.

## Culto
Ottaviano fu beatificato nel 1783. La sua memoria ricorre il 6 agosto. Così lo ricorda il Martirologio Romano: 
(Martirologio Romano)